# サイパン国際空港
サイパン国際空港（サイパンこくさいくうこう、英語: Saipan International Airport）は、北マリアナ諸島サイパン島にある国際空港である。

## 概要
サイパン国際空港は、734エーカー（297ヘクタール）の面積があり、8,700ft（フィート）×200ft（2,652m×61m）の滑走路がある。深夜便が多いので、事実上24時間運用の空港となっている。
北マリアナ諸島の表玄関となる空港であり、国際線ターミナルと国内線ターミナルの2つのターミナルがある。国内線ターミナルからテニアンやロタへの便に乗り換えることができる。国際線ターミナルには、6基のボーディングブリッジが等間隔で並んでおり、大部分がボーイング777クラスの大型機も使用可能である。
国際線ターミナルには、到着ロビーに観光案内所・ATM・軽食店・インターネットサービス・レンタカーの受付など、出国制限エリアにレストラン・空港ラウンジ・土産物店・両替所などの各施設が充実している。

### ラウンジ
国際線ターミナルの制限エリアには、共用ラウンジの「ハファダイガーデン」が設置されている。ハファダイガーデンには、新聞（日本語新聞は日本から空輸されるため、配達されるのは当日の午後になる）やソフトドリンク、アルコール類が準備されており、おつまみや軽食も準備されている。ソファ席とテーブル席が80席用意されているほか、ビジネスコーナーがある。利用時間は、0：00～8：00／13：00～21：15。

## 歴史

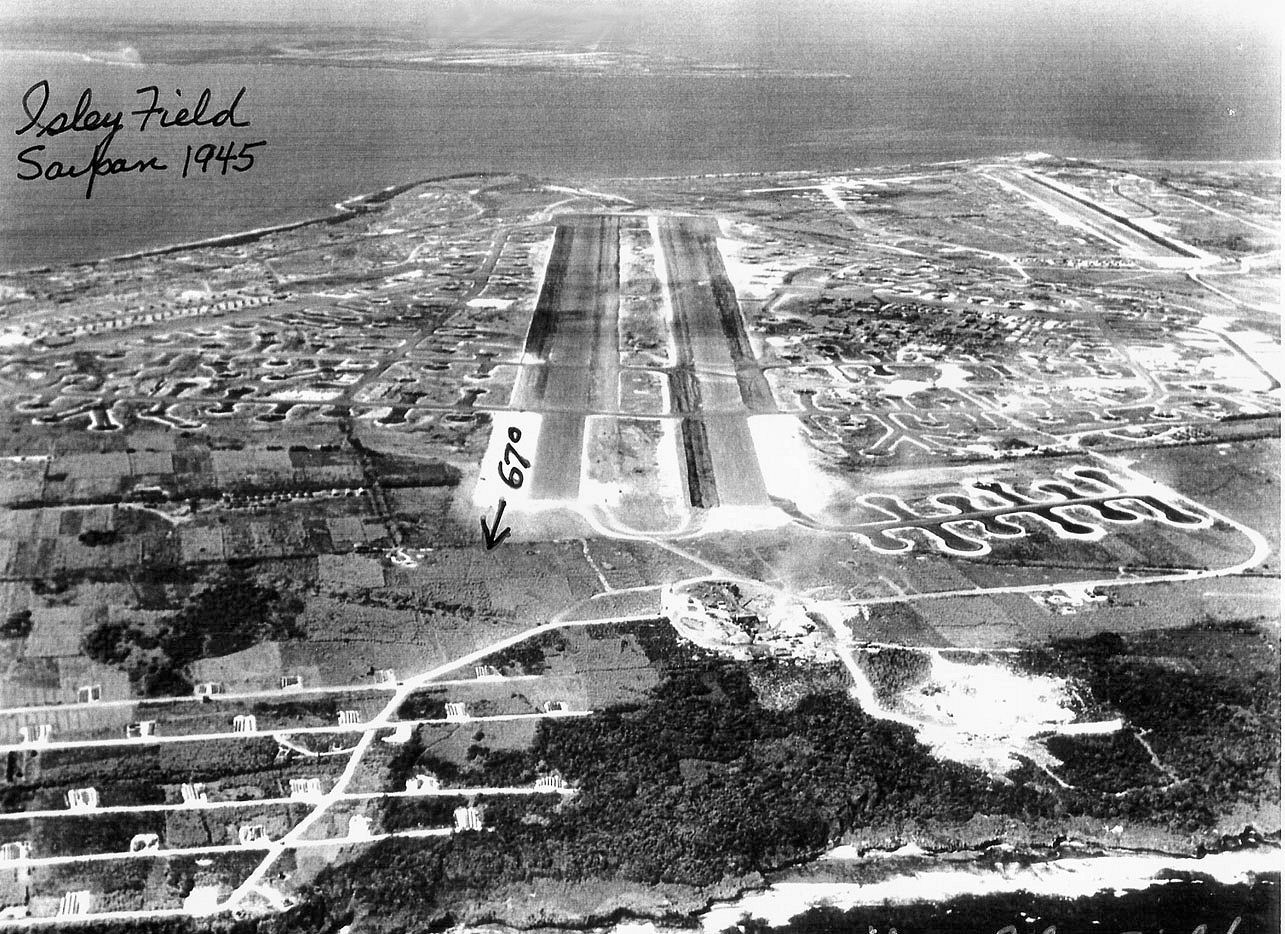
イズリー飛行場（1945年撮影）。右上にコブラー飛行場も見える。

### 第一農場の暫定滑走路
元々この地には、南洋興発株式会社の第一農場（アスリート農場）が置かれており、辺り一面サトウキビのプランテーションであった。また、約600人の日本人が居住していた街もあり、学校や駐在所、商店もあった。
ところが、1933年（昭和8年）に帝国海軍が特別大演習を実施することになり、訓練機の離着陸のために農場の一区画約30万坪を潰して即席の飛行場を作ることになった。東西800 m、南北600 mのL字型滑走路が建設された。「マカダム舗装」という簡易舗装であったため、演習中にひびが入るほど脆く、大演習終了後は特に利用することもなかったため、瞬く間に雑草がアスファルトを突き破り、元のサトウキビ畑へと転用されていった。

### 「共同網干し場」の建設
1937年（昭和12年）になり、日本海軍は南洋群島域内に軍事施設を建設する方針を固め、特別大演習の滑走路と同じ場所に海軍飛行場を建設することになった。もっとも、南洋群島は国際連盟の委任統治規定により軍事施設の構築が禁止されていたため、表向きは「共同網干し場」の名目で建設された。
第二次世界大戦前は大日本航空の飛行艇がサイパンと横浜港との間を結んでいたが、1941年（昭和16年）の日英米開戦後に、地名の「アスリート（As Lito）」から「アスリート飛行場」と命名された。

### サイパン戦
1944年（昭和19年）7月のサイパン島陥落により、アスリート飛行場はアメリカ軍に占領され、名称も「コンロイ飛行場」（コンロイフィールド）、続いて「イズリー飛行場」（アイズリーフィールド）に改称した。
その後、大幅な拡張・改修工事がなされ、ボーイングB-29の離着陸が可能となった。これにより、イズリー飛行場は日本本土空襲の前線基地となった。

### 戦後
アメリカ軍はイズリー飛行場の西側にも「コブラー飛行場」を新設しており、戦後は専らコブラー飛行場の方を使用していた。
1970年代に入り、日本人観光客が多く訪れるようになると、コブラー飛行場は手狭になり、旧イズリー飛行場を大型旅客機の離着陸が可能な国際空港に整備することになった。
1975年12月15日に整備が完了し、現在の名称に改称した。

## 就航路線
| 航空会社                 | 就航地            |
| ------------------------ | ----------------- |
| スター・マリアナス・エア | ロタ、テニアン    |
| ユナイテッド航空         | グアム、東京/成田 |
| チェジュ航空             | ソウル/仁川       |
| ティーウェイ航空         | ソウル/仁川       |

2025年5月現在

### 運休路線

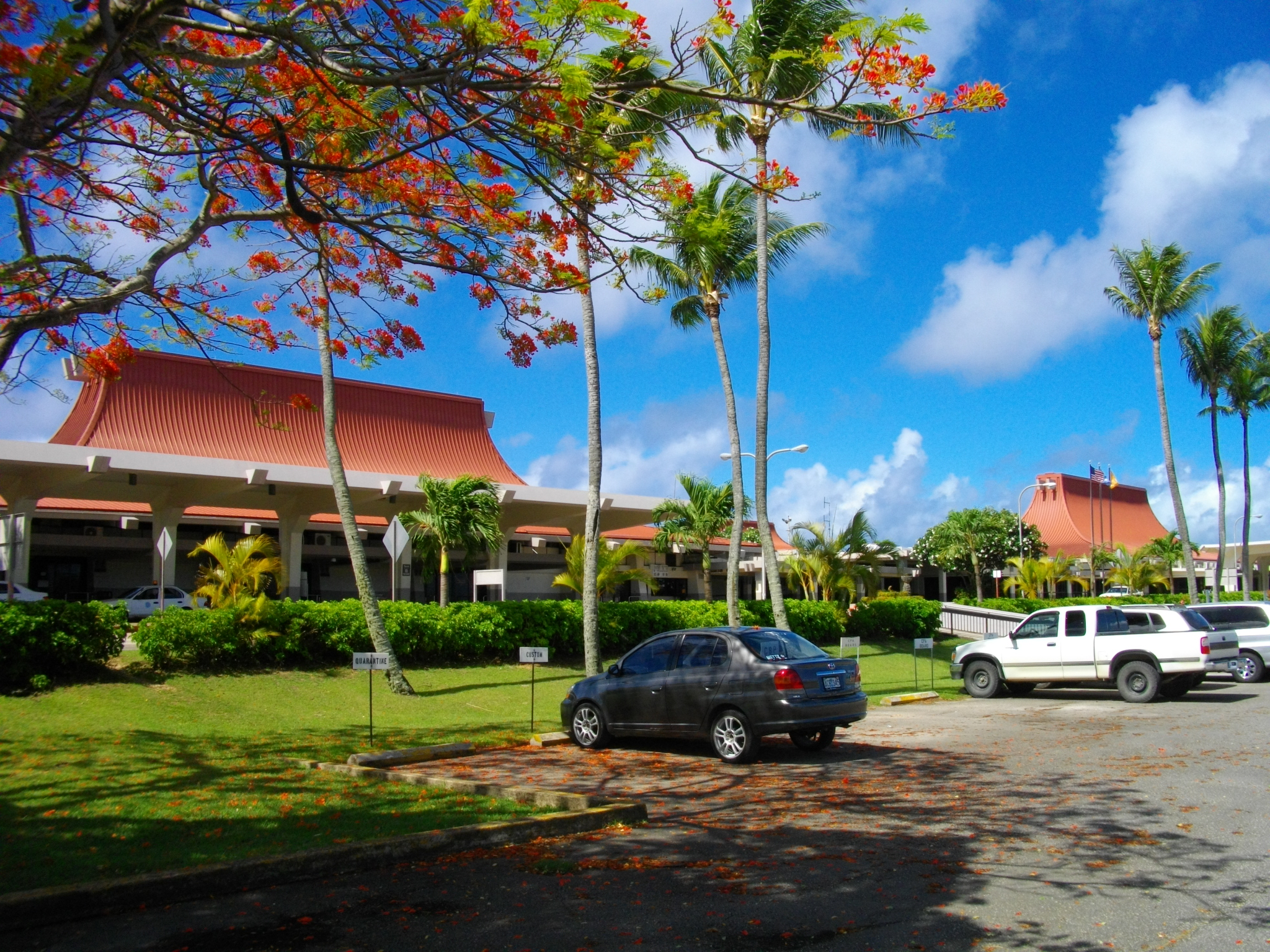
国際線ターミナル
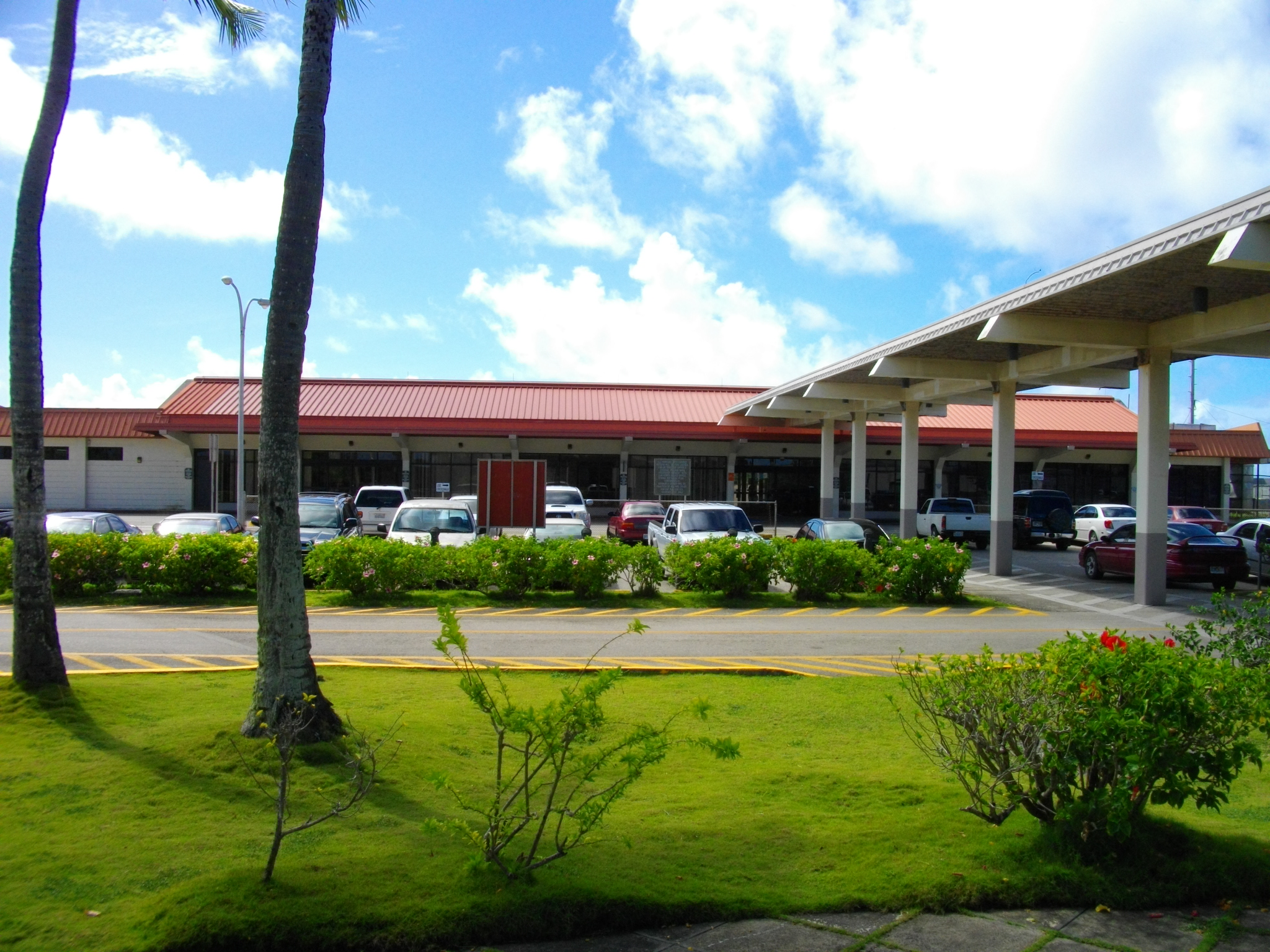
国内線ターミナル
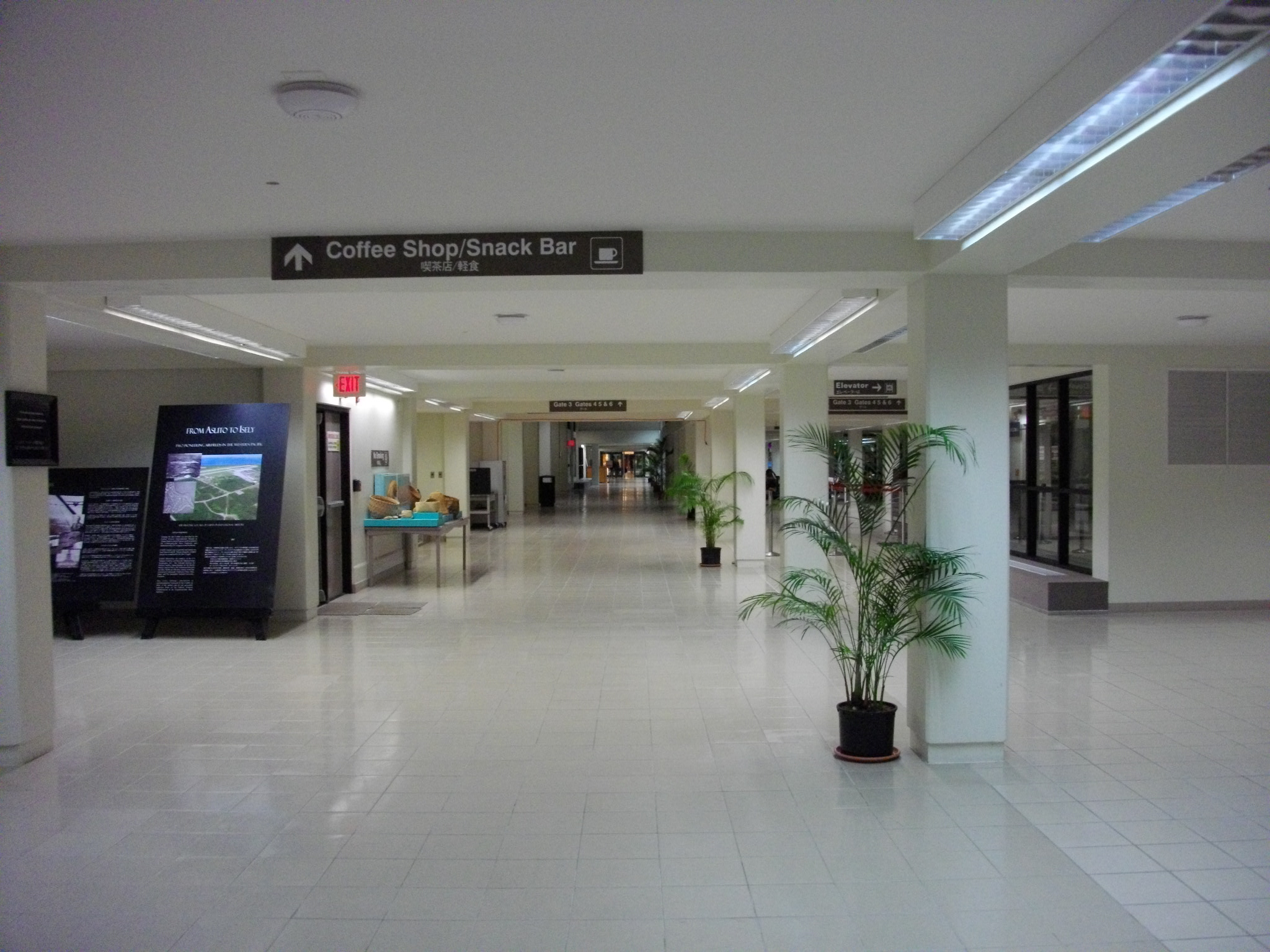
ターミナル通路
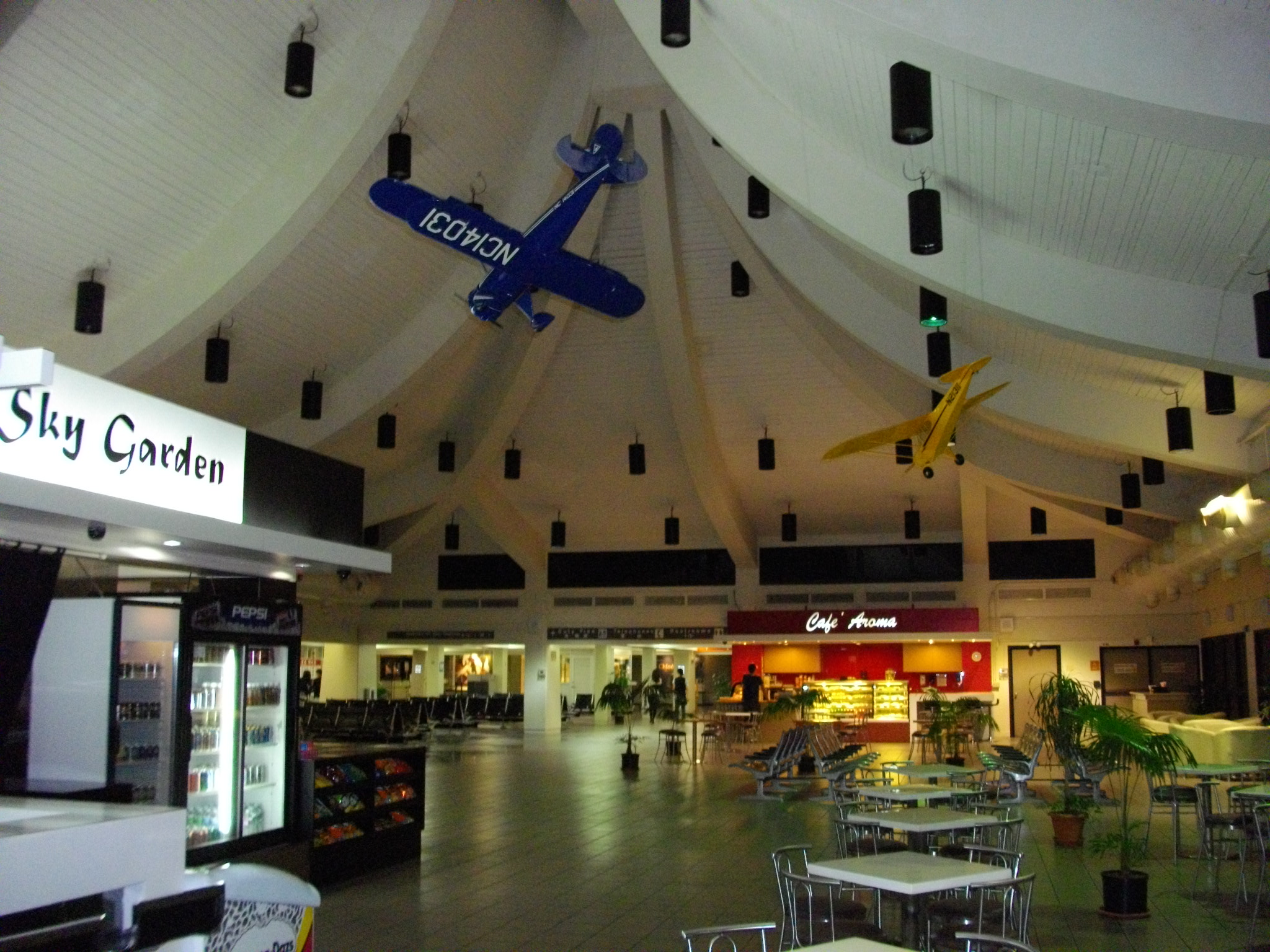
コンコース

| 航空会社                              | 就航地                       |
| ------------------------------------- | ---------------------------- |
| 日本航空                              | 東京/成田、大阪/関西         |
| スカイマーク                          | 東京/成田                    |
| アシアナ航空                          | ソウル/仁川、釜山、大阪/関西 |
| チェジュ航空                          | 釜山                         |
| ジンエアー                            | ソウル/仁川                  |
| 中国東方航空                          | 北京/首都、上海/浦東         |
| 中国南方航空                          | 広州(季節運航)               |
| 北京首都航空                          | 杭州                         |
| 上海航空                              | 上海/浦東(季節運航)          |
| 四川航空                              | 成都/双流、上海/浦東、広州   |
| 香港航空                              | 香港                         |
| 香港エクスプレス航空                  | 香港                         |
| デルタ航空                            | 東京/成田、名古屋/中部、釜山 |
| コンチネンタル・ミクロネシア          | 大阪/関西                    |
| フィリピン航空(運航はPALエクスプレス) | マニラ(季節運航)             |

- 国際線ターミナル
- 国内線ターミナル
- ターミナル通路
- コンコース

## その他
空港周辺には、日本軍爆薬庫跡やトーチカ、破損した戦車などが残されている。これは放置されたままになっているのではなく、北マリアナ諸島の法律で、戦跡は歴史的遺物として保存され移動することができないためであり、意図的に「片付けない」野外展示場となっている。